# 第35独立親衛空中襲撃旅団 (カザフスタン空中機動軍)
第35独立親衛空中襲撃旅団（だい35どくりつしんえいくうちゅうしゅうげきりょだん）は、カザフスタン陸軍の旅団級空挺部隊。旧ソ連軍の第35独立空中襲撃旅団。

## 歴史

### ソ連軍
第35独立空中襲撃旅団の前身は、1948年、第11空挺師団第3パラシュート降下連隊に基づき編成された。
ドイツ駐留ソ連軍からカザフスタン領内に移された。

### カザフスタン共和国軍
カザフスタン独立後、カプシャガイに駐屯していた第35独立空中襲撃旅団は、カザフスタン共和国軍に編入された。
- 1992年～1994年7月 - タジキスタン、ゴルノ・バダフシャン自治州に部隊を派遣
- 1998年夏 - 第2空中襲撃大隊が国際演習「南の盾-1998」（キルギス）に参加
- 1999年春 - 第1空中襲撃大隊が国際演習「南の盾-2000」（タジキスタン）に参加
- 2000年1月 - 第3空中襲撃大隊に基づき、カザフスタン平和維持大隊編成
- 2000年7月 - 機動軍に編入
- 2003年11月 - 空中機動軍に編入

## 編制
旅団は、3個空中襲撃大隊と支援部隊から成るが、2個大隊のみが完全充足で、1個大隊は基幹要員のみである。過去、第4大隊も存在したが解散された。
- 第1空中襲撃大隊（豹）
- 第2空中襲撃大隊（イヌワシ）
- 第3空中襲撃大隊（バイソン）
- 砲兵大隊
- 「ウチョース」重機関銃中隊
- 偵察中隊
- 放射線化学防護中隊
- 通信中隊
- 修理中隊
- 物資保障中隊
- 降下保障中隊
- 対戦車誘導弾中隊
- 高射ミサイル中隊
- 工兵中隊
- 衛生中隊

各空中襲撃大隊は、3個空中襲撃中隊、1個火力支援中隊、本部中隊、迫撃砲中隊から成る。

## 装備
- BTR-80K x 12
- BTR-80 x 25
- BTR-80KSh x 1
- MTO-80 x 2
- BRDM-2 x 1
- D-30 122mm榴弾砲 x 12
- 9P-138「グラード-1」122mm多連装ロケット砲 x 4

## 歴代旅団長
| 職名   | 就任年 | 氏名                             | 階級     |
| ------ | ------ | -------------------------------- | -------- |
| 旅団長 |        | ウアリ・エラマノフ               | 親衛大佐 |
| 旅団長 |        | ムカン・ジュセケーエフ           | 親衛大佐 |
| 旅団長 |        | アディルィベク・アルダベルゲノフ | 親衛大佐 |
| 旅団長 |        | アルマン・クトクジノフ           | 親衛大佐 |
| 旅団長 |        | バクィトジャン・ウベコフ         | 親衛大佐 |